# Cycnus (vonat)
A Cycnus egy vasúti járat volt, amely Olaszországban Milano Centrale és Ventimiglia között közlekedett 1973. szeptember 30.-tól. Neve szó szerinti fordításban hattyút jelent,  de valószínűleg inkább Küknosz mitológiai alakra utal.

## Története
A Cycnus-t 1973. szeptember 30-án indították el, hogy Liguria tengerpartjára is első osztályú kocsikkal közlekedő Trans Europ Express (TEE) járattal lehessen utazni. Az új járat menetrendjét a TEE Ligure tükörképének tervezték, amelynek eredményeként nagyon korán elindult a francia-olasz határ menti Ventimiglia állomásról, és éjfél után tért vissza Milánóba. Míg a Ligure járat állandó kihasználtsági adatokkal rendelkezett, a Cycnus a hét elején szinte üresen futott, de péntekenként 11 kocsisra kellett kibővíteni.
Idővel a Cycnus utasainak száma csökkent és ezért az extra kocsikat 1975/1976 telétől kezdve nem kapta meg. Végül úgy tűnt, hogy az első osztályú járat üzemeltetésének folytatása túl nagy anyagi terhet jelent, így a Cycnus-t 1978. május 29-én két kocsiosztályú InterCity szolgáltatássá alakították át.
2003. december 14-én az útvonal Milánó-Genova szakaszig rövidült.

## Menetrend
| TEE 37/36 | km  | Célállomás             | TEE 35/34    |
| --------- | --- | ---------------------- | ------------ |
| 20.30     | 0   | Milano Centrale        | 10.46        |
| 20.53     | 39  | Pavia                  | nem állt meg |
| 22.03     | 150 | Genova Piazza Principe | 9.23         |
| 22.37     | 192 | Savona Letimbro        | 8.41         |
| 23.09     | 234 | Albenga                | 8.08         |
| 23.17     | 241 | Alassio                | 8.01         |
| 23.33     | 260 | Imperia Oneglia        | 7.43         |
| 0.02      | 286 | San Remo               | 7.19         |
| 0.13      | 297 | Bordighera             | 7.08         |
| 0.20      | 301 | Ventimiglia            | 7.00         |